# قرار مجلس الأمن التابع للأمم المتحدة رقم 2787
قرار مجلس الأمن التابع للأمم المتحدة رقم 2787 هو قرار صدر بالإجماع النسبي عن مجلس الأمن التابع للأمم المتحدة في 15 يوليو 2025، يتعلق بالمتابعة الدورية للهجمات التي تشنها جماعة الحوثيين على السفن التجارية وناقلات البضائع في البحر الأحمر.

## نص القرار
نص القرار على تمديد الطلب الموجه إلى الأمين العام للأمم المتحدة لتقديم تقارير مكتوبة شهرية إلى مجلس الأمن بشأن هذه الهجمات، وذلك حتى 15 يناير 2026، بهدف تقييم الوضع الأمني في البحر الأحمر وضمان استمرارية مراقبة المخاطر التي تهدد الملاحة الدولية..